# Olympische Sommerspiele 1904/Schwimmen – 220 Yards Freistil (Männer)
Der Schwimmwettkampf über 220 Yards (201,17 Meter) Freistil der Männer bei den Olympischen Spielen 1904 in St. Louis wurde am 6. September 1904 ausgetragen. Es war die erste und bis heute einzige Austragung des Wettbewerbs. Austragungsort war der Life Saving Exhibition Lake.
Bei diesem Wettkampf ist nicht bekannt, ob es Vorläufe gab; nur vier Teilnehmer sind namentlich bekannt. Absolviert wurden zwei Längen zu 110 Yards. Charles Daniels gewann mit knapp zwei Sekunden Vorsprung.

## Ergebnisse
| Rang | Athlet          | Nation             | Zeit       | Anm. |
| ---- | --------------- | ------------------ | ---------- | ---- |
| 1    | Charles Daniels | Vereinigte Staaten | 2:44,2 min | OR   |
| 2    | Francis Gailey  | Australien         | 2:46,0 min |      |
| 3    | Emil Rausch     | Deutsches Reich    | 2:56,0 min |      |
| 4    | Edgar Adams     | Vereinigte Staaten | unbekannt  |      |